# Harry Hughes
Harry Roe Hughes (Easton, Maryland, 1926. november 13. – Denton, Maryland, 2019. március 13.) amerikai politikus, Maryland állam kormányzója (1979–1987).

## Élete
A pennsylvaniai Mercersburg Academy-n tanult. Majd a haditengerészetnél szolgált a második világháború alatt. A háború után folytatta a tanulmányait. A Mount Saint Mary's University-n és a University of Maryland-e tanult, ahol 1949-ben diplomázott. 1952-ben a George Washington University-n szerzett jogi diplomát. 1979 és 1987 között Maryland állam kormányzója volt.